# 查德威克 (密蘇里州)
查德威克（英語：Chadwick）是位於美國密蘇里州克里斯蒂安縣的非建制地區。

## 歷史
查德威克的郵局自1883年營運至今。

## 地理
查德威克所處的海拔為高於海平面415米（即1362英呎），而該地所採用的時區為UTC-6，即北美中部時區（CST）。同時該地設有夏令時間，為UTC-6調快一小時，即UTC-5（CDT）。